# جوردن رودجرز
جوردن رودجرز (بالإنجليزية: Jordan Rodgers)‏ هو لاعب كرة قدم أمريكية ولاعب كرة قدم كندية أمريكي، ولد في 30 أغسطس 1988 في تشيكو في الولايات المتحدة.

## وصلات خارجية
- جوردن رودجرز على موقع مرجع كرة القدم المحترفة.كوم (الإنجليزية)